# Pârlita, Bârzula
Pârlita de asemenea și Pârlița (în ucraineană Перельоти, transliterat: Perelotî) este un sat în comuna Balta din raionul Bârzula, regiunea Odesa, Ucraina.
În trecut a fost un sat cu o numeroasă comunitate moldoveană (românească) – 45% din populația satului, conform recensământului sovietic din 1926; fiind însă asimilat în prezent.

## Istoric
Primele informații fiabile despre Pîrlița se referă la anul 1763, potrivit unor surse oficiale, satul a fost fondată în 1692. La mijlocul secolului al XVIII-lea a fost sub autoritatea turcă.
Conform tratatul de pace de la Iași din 1791, satul, de-altfel și interfluviul Bug-Nistru, trece sub autoritate țaristă.

## Demografie
Componența lingvistică a localității Pîrlița
     Ucraineană (94,92%)
     Rusă (3,18%)
     Română (1,91%)
Conform recensământului din 2001, majoritatea populației localității Pîrlița era vorbitoare de ucraineană (94,92%), existând în minoritate și vorbitori de rusă (3,18%) și română (1,91%).